# 탄젠츠
단건차/탄젠츠(중국어: 檀健次, 병음: Tán Jiàncì, 한자음: 단건차, JC-T(영어 이름), 1990년 10월 5일 ~ )는 중국의 가수이자 배우이다.

## 생애
광시 좡족 자치구 베이하이시 출신으로 6세 시절에 가족들과 함께 일본 구마모토현으로 이주했다. 이 때부터 그는 《북두의 권》의 등장인물 가운데 하나인 켄시로에서 이름을 따서 자신의 이름은 '젠츠'(健次)라고 바꿨다고 한다. 7세 시절에 중국으로 귀국하면서 광시 베이하이 제3소학에 입학했고 마이클 잭슨에서 영감을 받은 춤을 추었다고 한다.
13세 시절이던 2003년에는 베이징 무도학원 부속 중학에 입학하면서 사교춤을 배웠고 2006년에는 제8회 도리배(桃李杯) 무용 경연 대회 라틴 댄스 부문 우승, 세계 IDSF 그랑프리 파이널 상하이 오픈 16세 팀 모던 댄스 4위, 전국체육무용선수권대회 프로 16세 팀 모던 댄스 5위를 차지했다. 2007년에 베이징 체육대학에 입학하면서 스포츠 댄스를 전공했고 2010년에 5인조 남자 음악 그룹 MIC의 멤버로 데뷔했다. 2014년 12월 10일에는 자신의 첫 솔로 앨범인 《Fly away》를 발표했다.

## 음반 목록
| 연도   | 음반 |
| ------ | --- |
| 2009년 | 11월 Beyond the game - WCG 주제곡                                                                                    |
| 2010년 | 1월 Lollipop - LG 롤리팝 폰 홍보곡 4월 15일 Poker Face 4월 27일 Sweet Dreams 10월 20일 <Rock Star> - MIC 정식 데뷔곡 |
| 2011년 | 6월 21일 要命的烦恼 8월 4일 半梦 8월 22일 风暴夏天 9월 22일 非常魔法世纪                                             |
| 2013년 | 8월 1일 相信未来 |
| 2014년 | 12월 10일 <Fly away> - 단건차 솔로 데뷔곡                                                                            |
|        | |

## 출연 작품

### 영화
|      | 작품       | 역할    |
| ---- | ---------- | ------- |
| 2009 | 비안(秘岸) | 소천 역 |
| 2019 | 총애(宠爱) | 라화 역 |

### 드라마
|          | 작품                            | 역할                 |
| -------- | ------------------------------- | -------------------- |
| 2014     | 장애지인위애정(将爱之因为爱情)  | 조연- 사일랑 역      |
| 2015     | 화양강호(花样江湖)              | 조연- 건차 역        |
| 2015     | 남신집사단(男神执事团)          | 조연- 화생소 역      |
| 2017     | 사마의1(大军师司马懿之军师联盟) | 조연- 사마소 역      |
| 2017     | 사마의2(虎啸龙吟)               | 조연- 사마소 역      |
| 2018     | 삼국기밀(三国机密之潜龙在渊)    | 조연- 조비 역        |
| 2018     | 청춘연애(原来你还在这里)        | 조연- 주자익 역      |
| 2019     | 대착파파거유학(带着爸爸去留学)  | 조연- 진개문 역      |
| 2020     | 빈변불시해당홍(鬓边不是海棠红)  | 조연- 진인향 역      |
| 2020     | 애적리미(爱的厘米)              | 조연- 관진뢰         |
| 2020     | 금석하석(今夕何夕)              | 조연- 방옥 역        |
| 2021     | 려가행(骊歌行)=구 대당자녀행    | 조연- 이격 역        |
| 2022     | 엽죄도감                        | 주연- 심익 역        |
| 방영예정 | 살파랑(杀破狼)                  | 주연- 고윤 역        |
| 2023     | 장상사1(长相思)                 | 주연- 상류/방풍패 역 |
| 2024     | 장상사2(长相思)                 | 주연- 상류/방풍패 역 |

### 방송
|                                  | 예능                     | 기타                                            |
| -------------------------------- | ------------------------ | ----------------------------------------------- |
| 2018-07-01                       | 천천향상(天天向上)       | 最想保存的回忆 노래                             |
| 2018-10-20 2018-11-03 2018-11-24 | 나는배우다(我就是演员)   | 연기 프로그램-보보경심,수춘도2,베이징러브스토리 |
| 2019-03-02                       | 쾌락대본영(快乐大本营)   | -                                               |
| 2020-03-28                       | 천사적성음(天赐的声音)   | 페이와 处处吻, 장소함과 光之翼 노래             |
| 2020-07-04 2020-07-11            | 과계가왕(跨界歌王)       | 중국판 복면가왕-微微,火,大艺术家                |
| 2020~21                          | 추광파가가(追光吧！哥哥) | 연예인 댄스 버라이어티 프로그램                 |
| 2021-02-10                       | 신춘음악회(新春潮乐会)   | 동방위시                                        |